# 타지키스탄 인민민주당
타지키스탄 인민민주당(타지크어: Ҳизби халқии демократии Тоҷикистон, Hizbi Demokrati-Khalkii Tojikston)은 타지키스탄의 정당이다. 타지키스탄의 여당이며, 타지키스탄의 현 대통령인 에모말리 라흐몬이 이 정당의 지도자이다. 당의 본부는 타지키스탄의 수도 두샨베에 있다.